# Dancing in the Flames
«Dancing in the Flames»  — песня канадского певца и автора песен The Weeknd. Она была выпущена 13 сентября 2024 года на лейблах XO и Republic Records в качестве ведущего сингла с его предстоящего шестого студийного альбома Hurry Up Tomorrow.

## История
The Weeknd впервые исполнил песню вживую 7 сентября 2024 года на своем концерте в Сан-Паулу, Бразилия. Песня была анонсирована 9 сентября 2024 года как главный сингл с его предстоящего шестого студийного альбома Hurry Up Tomorrow на рекламном мероприятии Apple Inc. «It's Glowtime», посвященном iPhone 16 Pro.

## Музыкальное видео
Закулисный взгляд на музыкальный клип был впервые показан на презентации iPhone 16 от Apple 9 сентября 2024 года. Музыкальный клип был полностью снят на iPhone 16 Pro, а режиссером выступил Антон Тамми, который ранее снял клип на песню «Blinding Lights».

## История релиза
| Регион    | Дата             | Формат                       | Лейбл               | Ссылка |
| --------- | ---------------- | ---------------------------- | ------------------- | ------ |
| Глобально | 13 сентября 2024 | цифровое скачивание стриминг | XO Republic Records | [ 5 ]  |
| Италия    | 13 сентября 2024 | радио                        | Universal           | [ 6 ]  |
| США       | 13 сентября 2024 | CD                           | XO Republic Records | [ 7 ]  |